# Monastero della Visitazione di Santa Maria
Il monastero della Visitazione è ubicato su una collina che domina la città di Reggio Calabria, presso i campi di San Nicola di Ortì, ed è stato edificato appositamente per accogliere le suore dell’ordine della Visitazione.

## Storia del Monastero

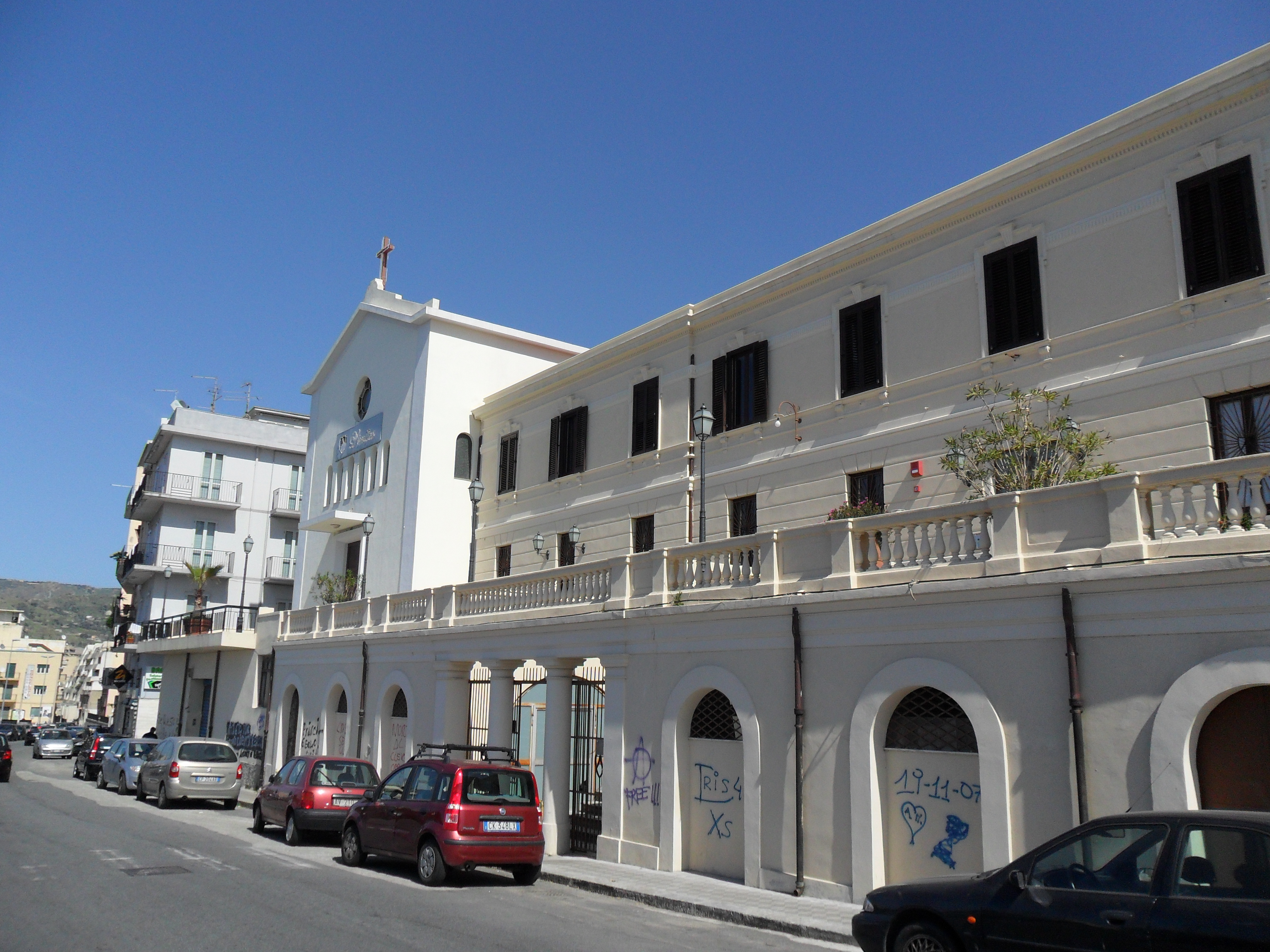
Convento San Domenico, vicino al Monastero, presso via Reggio Campi, prima del trasferimento ai Campi di San Nicola di Ortì

Il monastero della Visitazione Santa Maria di Reggio Calabria nasce per volere delle tre sorelle Angela, Flavia e Virginia Musitano. Desiderose di consacrarsi al servizio di Dio nel silenzio e nella solitudine, guidate spiritualmente da Monsignore Stefano Morabito, Vescovo di Bova, e consigliate dal gesuita padre Fannocheri, scelsero di aderire all'Ordine fondato da San Francesco di Sales: la Visitazione della Santa Maria. La nascente comunità fu composta da dodici Sorelle che con l'approvazione dell'Arcivescovo di Reggio Calabria, Mons. Damiano Polou, l'undici novembre del 1754 si stabilì nella casa delle sorelle Musitano. Nel 1755 giunse dal monastero di Palermo la Madre Giovanna Teresa de la Perouse, professa del Monastero d'Annecy, per istituire la nuova fondazione. A causa della situazione politica del tempo, però, non fu possibile alla Madre de la Perouse portare a compimento la sua missione. Solo il 13 ottobre del 1840, ad opera del Monastero di Napoli, la comunità di Reggio Calabria fu riconosciuta da tutto l'Ordine, grazie all'interesse dell'Arcivescovo Pietro De Benedetto.
Nella sua storia la comunità ha conosciuto diverse sedi: il primo monastero sito presso l'attuale Piazza Italia distrutto dal terremoto del 1908; quello della Collina del Salvatore, presso la via Reggio Campi e attiguo al santuario del Sacro Cuore e, a partire dall'8 dicembre 2005, l'attuale monastero situato presso i Campi di San Nicola di Ortì.

## Il nuovo Monastero
Progettato dall'architetto siciliano Guglielmo Acciaro, il convento ha una dimensione di 9500 m² ed è caratterizzato da una configurazione molto semplice costituita da tre corpi che comprendono il Monastero con il chiostro centrale, attorno al quale si dispiegano i suoi ambienti, la Chiesa, la foresteria e i servizi. L'intero complesso conventuale è realizzato con una struttura in cemento armato occultata da un rivestimento in pietra che è stato lasciato a vista.

### La chiesa
La chiesa, posta tra la foresteria e la clausura, si presenta semplice e austera. Formata da un'unica aula le cui pareti perimetrali sono caratterizzate dalla presenza di sei archi in pietra e da ampie finestre, ha un corpo architettonico privo di decorazioni. La navata è separata dalla parte presbiterale da un arco e da un gradino che rialza il luogo ed è caratterizzato dalla presenza di un altare in pietra, il cui fondale è una parete curva absidale decorata con un mosaico, rappresentante il Sacro Cuore di Gesù, realizzato da P. Marko Ivan Rupnik s.j. e dal Centro Aletti, dono di una persona anonima. Alla sinistra è posta la grata in ferro che divide il presbiterio dal Coro delle monache. Il soffitto è formato da grandi capriate che ben si armonizza con le pietre dei muri. Il tetto spiovente è rivestito con tegole della stessa tipologia di quelle del resto del manufatto.

### La foresteria
Rappresenta il cuore del monastero. Ha la funzione di accogliere chi vuole ritirarsi per qualche giorno nel clima di silenzio e di preghiera propri di un monastero della Visitazione: persone singole o piccoli gruppi. Dispone di 10 camere a due letti, una sala incontri e un refettorio con cucina.